# Bzenov
Bzenov este o comună slovacă, aflată în districtul Prešov din regiunea Prešov. Localitatea se află la altitudinea de 304 m deasupra n.m., se întinde pe o suprafață de 3,21 km2 și în 2017 număra 771 de locuitori. Se învecinează cu comuna Janov.

## Istoric
Localitatea Bzenov este atestată documentar din 1423.

## Demografie
| An:                | 1994 | 2004   | 2014   | 2024 |
| ------------------ | ---- | ------ | ------ | ---- |
| Număr de persoane: | 677  | 728    | 778    | 778  |
| Diferență:         |      | +7,53% | +6,86% | +0%  |

| An:                | 2023 | 2024   |
| ------------------ | ---- | ------ |
| Număr de persoane: | 786  | 778    |
| Diferență:         |      | −1,01% |